# Luisa Elena Contreras Mattera
Luisa Elena Contreras Mattera (1922-2006) foi uma piloto venezuelana. Em 1943, ela ganhou a sua licença, na Venezuela, apesar de Maria Calcaño já ter uma licença que havia sido concedida nos Estados Unidos, em 1939. Ela tornou-se na primeira mulher a realizar um voo sozinha na Venezuela.
Ela formou-se na Escuela de Aviación Civil Miguel Rodríguez, a 1 de julho de 1943, onde conseguiu adquirir uma licença de pilotagem.